# Vesturbær
Vesturbær es el distrito más occidental de Reikiavik, la capital de Islandia. 

## Características generales
Se encuentra en la bahía Faxaflói, en la margen sur del fiordo Kollafjörður. Limita al oriente con el distrito de Miðborg y al occidente con el municipio de Seltjarnarnes.
Lo componen ocho barrios: Gamli Vesturbær, Bráðræðisholt, Grandahverfi, Hagahverfi, Melar, Skjól, Grímsstaðaholt, Skildinganes y Litli Skerjafjörður. 
Allí se encuentra la sede de la Universidad de Islandia, así como otras importantes entidades educativas. El equipo de fútbol Knattspyrnufélag Reykjavíkur tiene sus instalaciones en este distrito, lo mismo que su estadio.